# Polygala amara
Polygala amara är en jungfrulinsväxtart. Polygala amara ingår i släktet jungfrulinssläktet, och familjen jungfrulinsväxter.

## Underarter
Arten delas in i följande underarter:
- P. a. amara
- P. a. brachyptera

## Bildgalleri

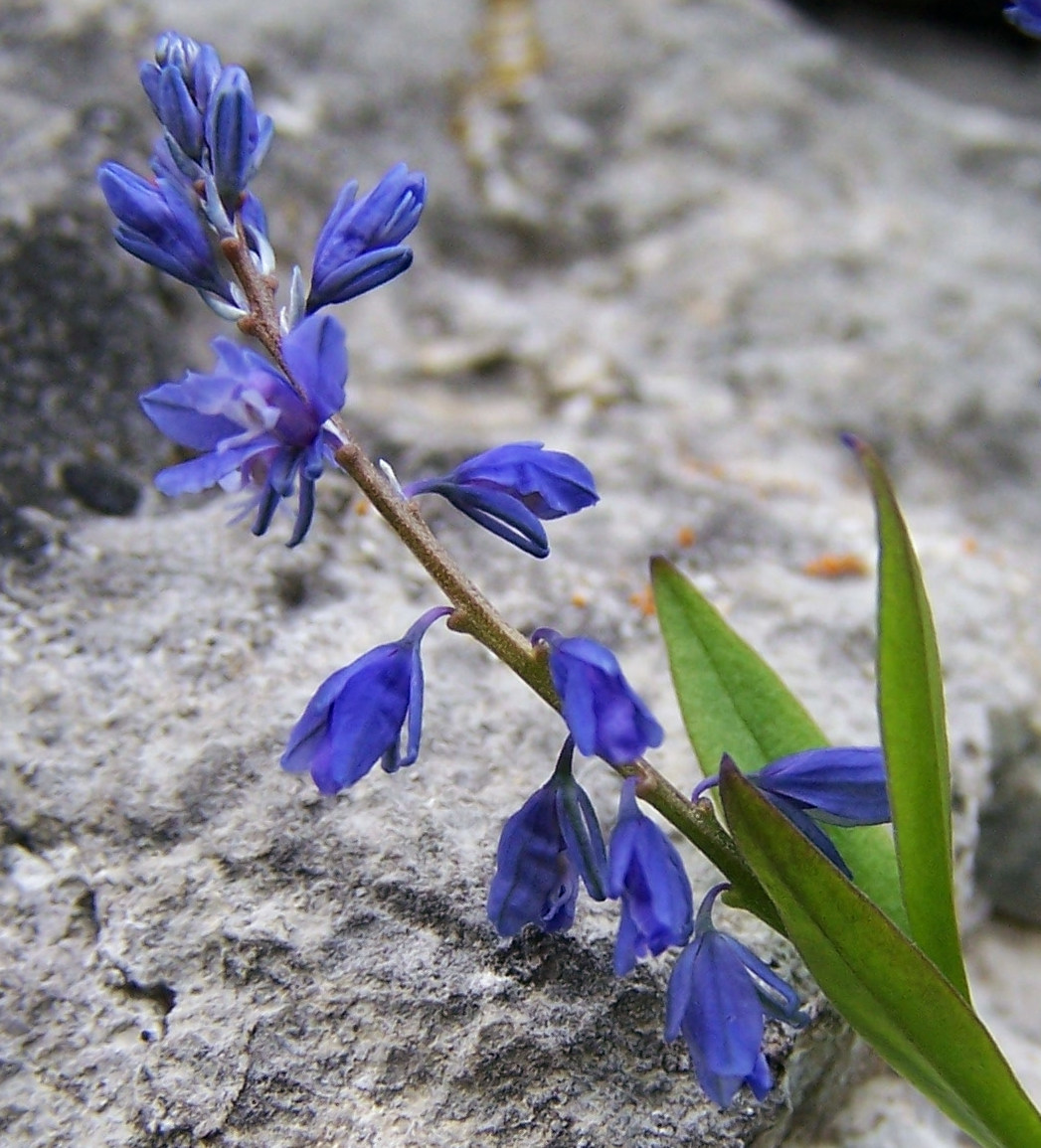
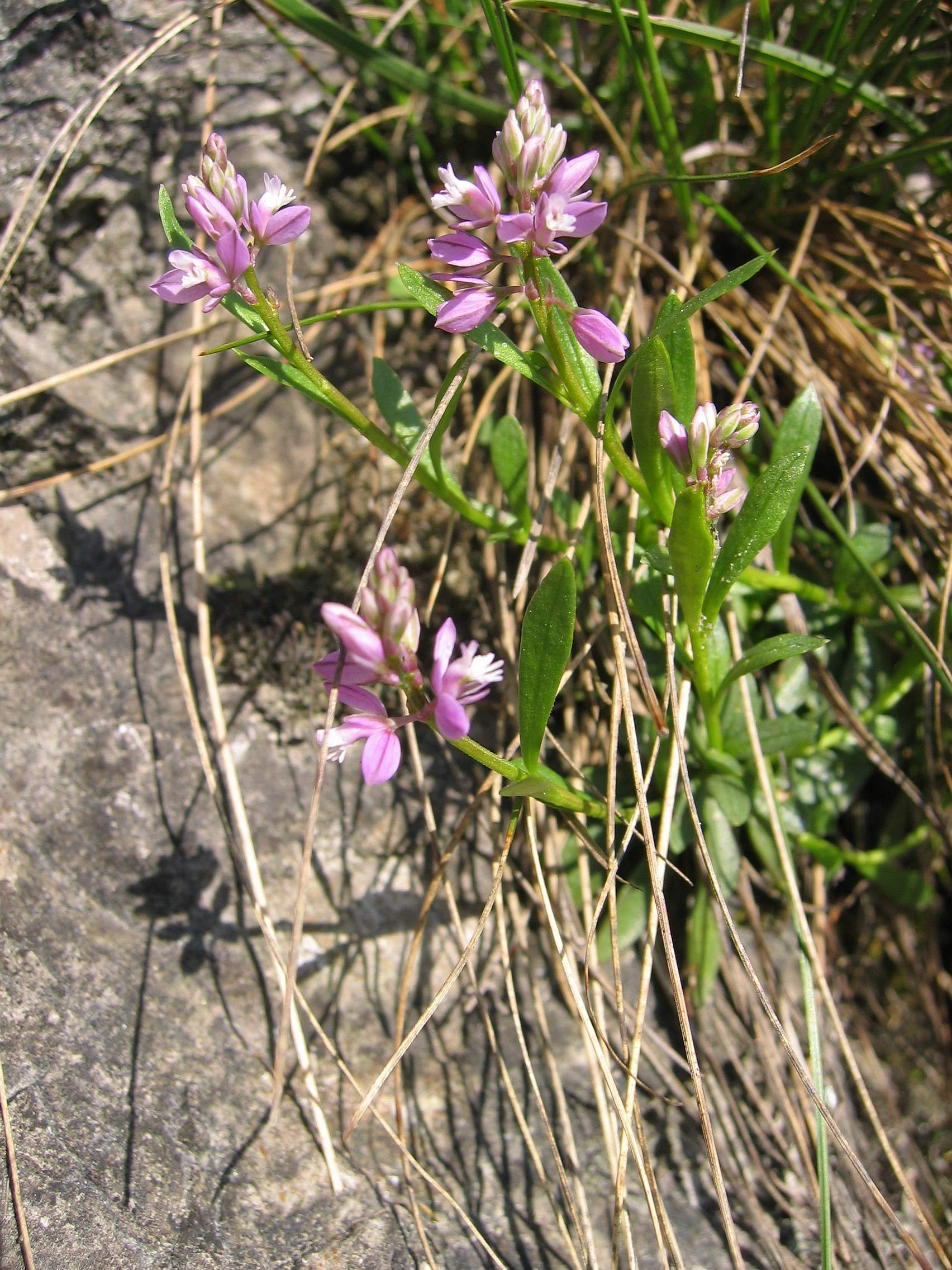
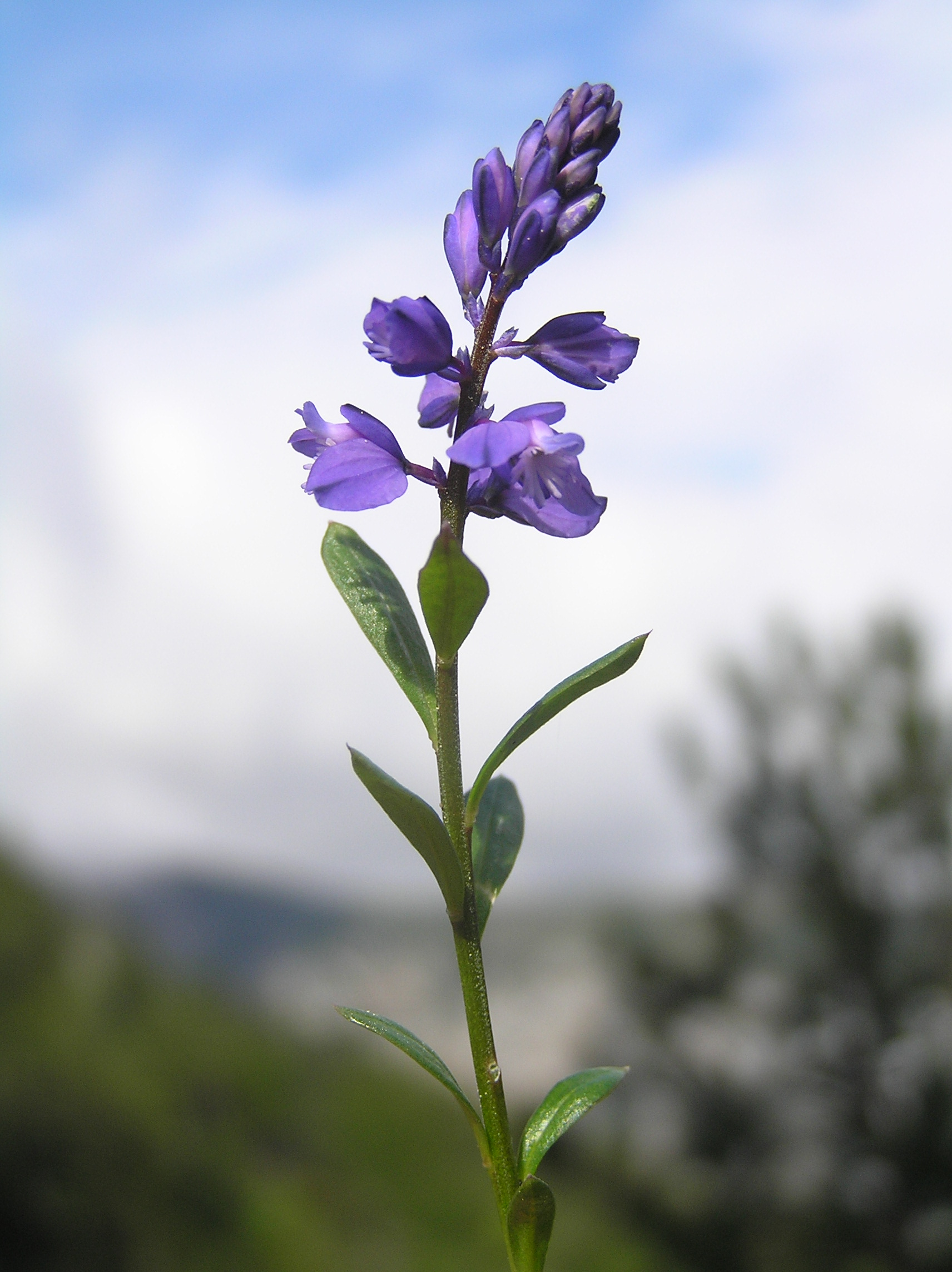
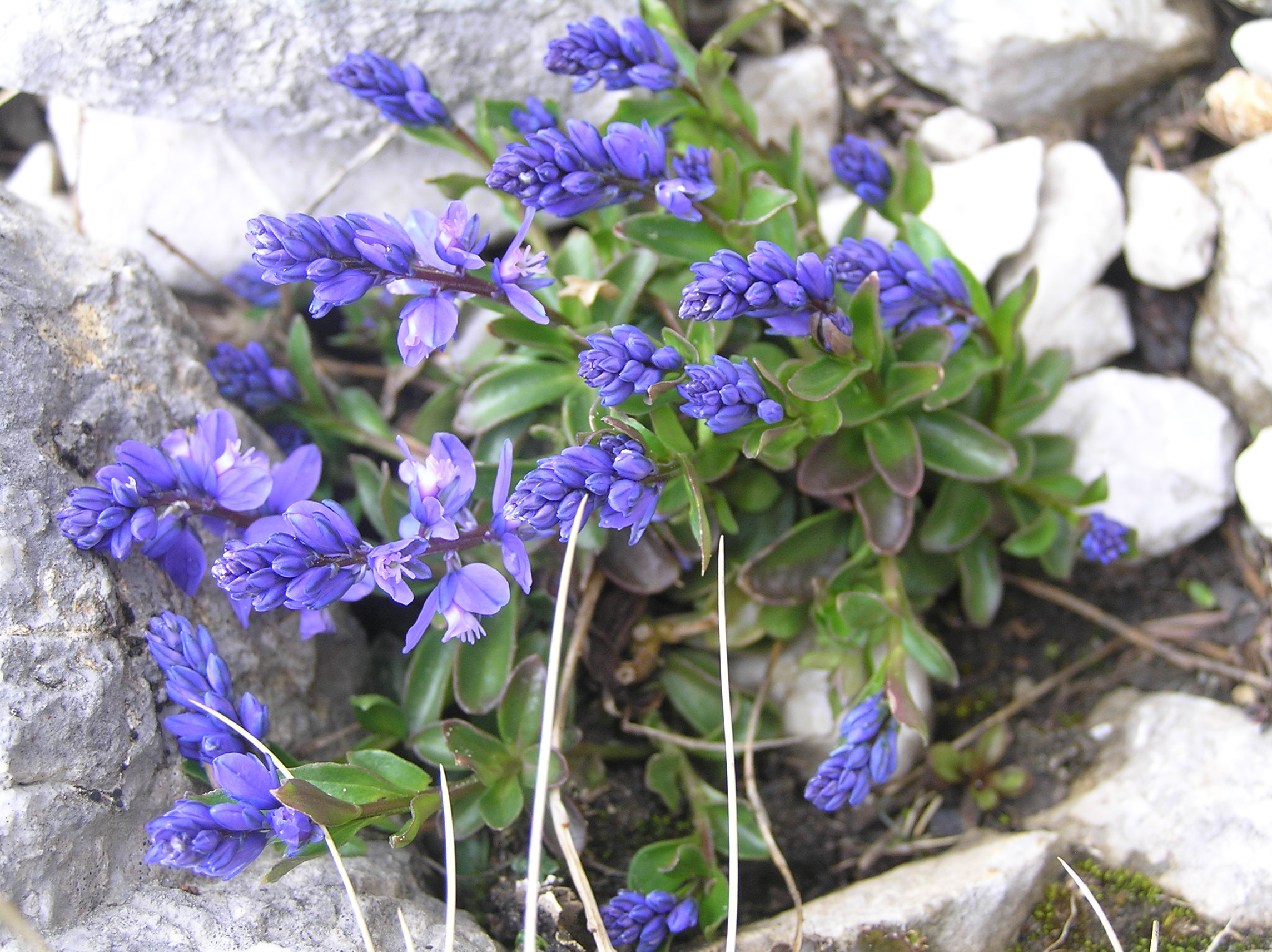
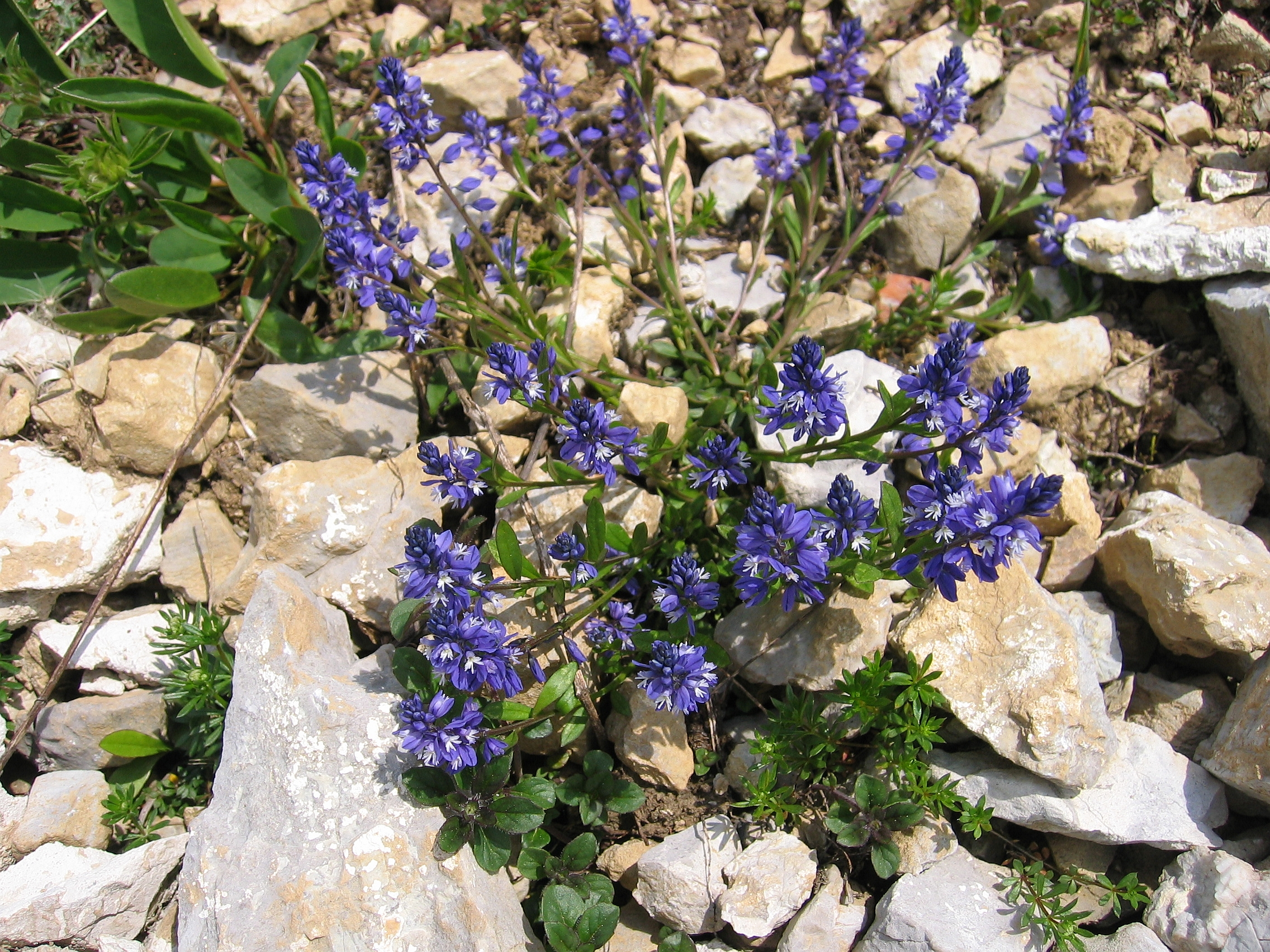
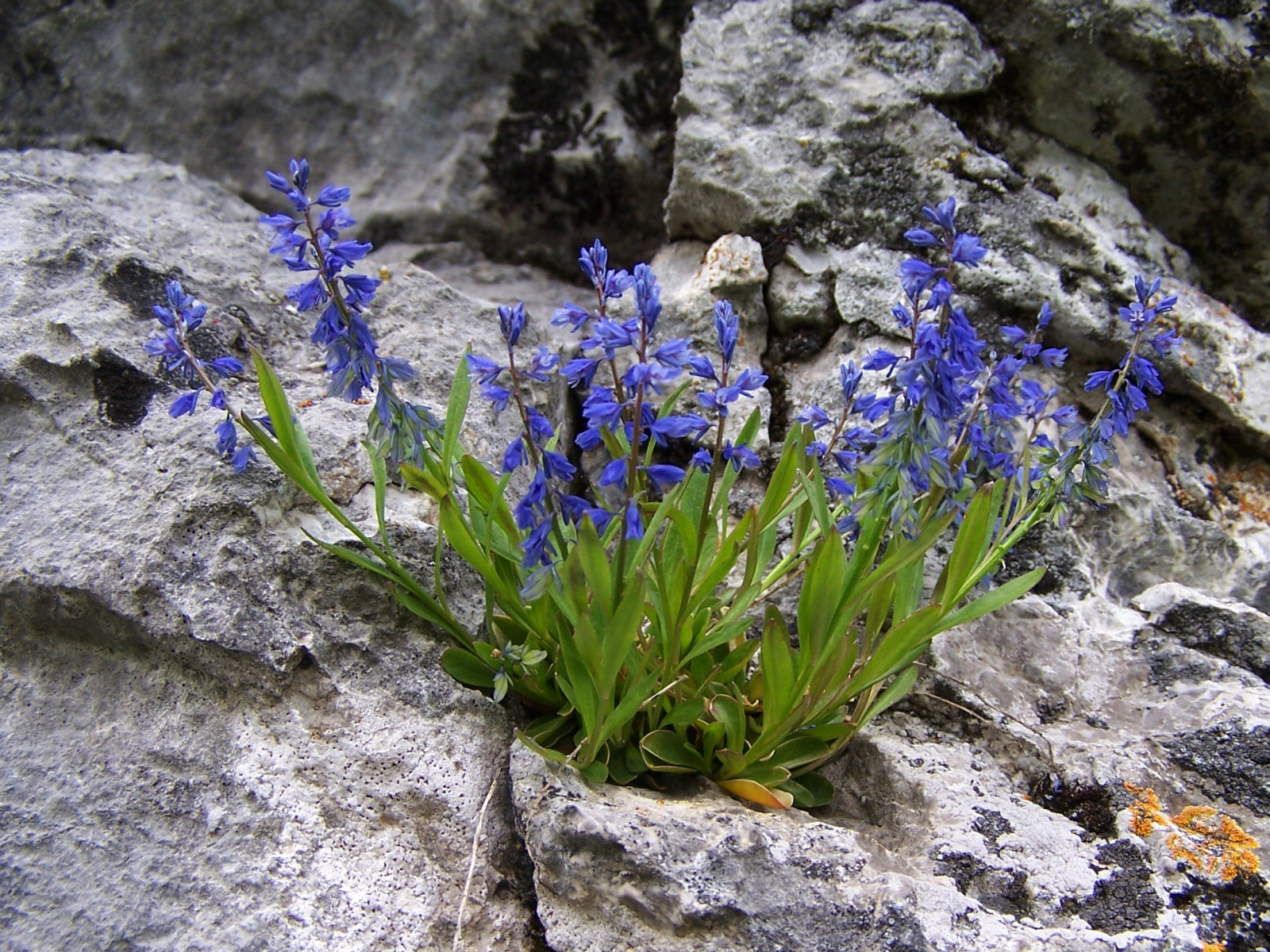